# الحمام (أولاد ياسين)
الحمام هو دُوَّار يقع بجماعة بني سيدال لوطا، إقليم الناظور، جهة الشرق في المملكة المغربية. ينتمي الدوّار لمشيخة أولاد ياسين التي تضم 15 دوار. يقدر عدد سكانه بـ 383 نسمة حسب الإحصاء الرسمي للسكان والسكنى لسنة 2004.

## روابط خارجية
- البوابة الوطنية للجماعات الترابية
- المندوبية السامية للتخطيط